# Van Halen-diszkográfia
Fő szócikk: Van Halen

## Stúdióalbumok
| Év   | Album információ                                                                          | Helyezések | Helyezések | Eladási minősítések           |
| Év   | Album információ                                                                          | Amerika    | Anglia     | Eladási minősítések           |
| ---- | ----------------------------------------------------------------------------------------- | ---------- | ---------- | ----------------------------- |
| 1978 | Van Halen - Megjelent: 1978. február 10. - Kiadó: Warner Bros. Records                    | 19         | 34         | 10× Platnia (U.S.) arany (UK) |
| 1979 | Van Halen II - Megjelent: 1979. március 23. - Kiadó: Warner Bros. Records                 | 6          | 23         | 6× Platnia (U.S.)             |
| 1980 | Women and Children First - Megjelent: 1980. március 26. - Kiadó: Warner Bros. Records     | 6          | 15         | 3× Platnia (U.S.)             |
| 1981 | Fair Warning - Megjelent: 1981. március 23. - Kiadó: Warner Bros. Records                 | 5          | 49         | 2× Platnia (U.S.)             |
| 1982 | Diver Down - Megjelent: 1982. április 29. - Kiadó: Warner Bros. Records                   | 3          | 36         | 4× Platnia (U.S.)             |
| 1984 | 1984 - Megjelent: 1984. január 9. - Kiadó: Warner Bros. Records                           | 2          | 15         | 10× Platnia (U.S.) arany (UK) |
| 1986 | 5150 - Megjelent: 1986. március 24. - Kiadó: Warner Bros. Records                         | 1          | 16         | 6× Platnia (U.S.) ezüst (UK)  |
| 1988 | OU812 - Megjelent: 1988. május 24. - Kiadó: Warner Bros. Records                          | 1          | 16         | 4× Platnia (U.S.) ezüst (UK)  |
| 1991 | For Unlawful Carnal Knowledge - Megjelent: 1991. június 18. - Kiadó: Warner Bros. Records | 1          | 12         | 3× Platnia (U.S.)             |
| 1993 | Live: Right Here, Right Now - Megjelent: 1993. február 23. - Kiadó: Warner Bros. Records  | 5          | 24         |                               |
| 1995 | Balance - Megjelent: 1995. január 24. - Kiadó: Warner Bros. Records                       | 1          | 8          | 3× Platnia (U.S.)             |
| 1998 | Van Halen III - Megjelent: 1998. március 17. - Kiadó: Warner Bros. Records                | 4          | 43         | arany (U.S.)                  |
| 2012 | A Different Kind of Truth - Megjelent: 2012. február 7. - Kiadó: Interscope Records       | 2          |            |                               |

## Válogatások
| Év   | Album információ                                                                    | Helyezések | Helyezések | Eladási minősítések |
| Év   | Album információ                                                                    | Amerika    | Anglia     | Eladási minősítések |
| ---- | ----------------------------------------------------------------------------------- | ---------- | ---------- | ------------------- |
| 1996 | Best of Volume I - Megjelent: 1996. október 22. - Kiadó: Warner Bros. Records       | 1          | 45         | 3× Platnia (U.S.)   |
| 2004 | The Best of Both Worlds - Megjelent: 2004. július 20. - Kiadó: Warner Bros. Records | 3          | 15         | Platnia (U.S.)      |

## Kislemezek
| Év   | Cím                                 | Billboard Hot 100 | US Mainstream Rock | UK singles | Album                         |
| ---- | ----------------------------------- | ----------------- | ------------------ | ---------- | ----------------------------- |
| 1978 | You Really Got Me                   | 36                | -                  | -          | Van Halen                     |
| 1978 | Runnin’ With the Devil              | 84                | -                  | 52         | Van Halen                     |
| 1978 | Jamie's Cryin’                      | -                 | -                  | -          | Van Halen                     |
| 1978 | Ain’t Talkin’ ’Bout Love            | -                 | -                  | -          | Van Halen                     |
| 1979 | Dance the Night Away                | 15                | -                  | -          | Van Halen II                  |
| 1979 | Beautiful Girls                     | 84                | -                  | -          | Van Halen II                  |
| 1980 | And the Cradle Will Rock…           | 55                | -                  | -          | Women and Children First      |
| 1981 | So This Is Love?                    | -                 | 15                 | -          | Fair Warning                  |
| 1981 | Mean Street                         | -                 | 12                 | -          | Fair Warning                  |
| 1981 | Push Comes to Shove                 | -                 | 29                 | -          | Fair Warning                  |
| 1981 | Unchained                           | -                 | 13                 | -          | Fair Warning                  |
| 1982 | (Oh) Pretty Woman                   | 12                | 1                  | -          | Diver Down                    |
| 1982 | Dancing in the Street               | 38                | 3                  | -          | Diver Down                    |
| 1982 | Secrets                             | -                 | 22                 | -          | Diver Down                    |
| 1982 | Little Guitars                      | -                 | 33                 | -          | Diver Down                    |
| 1982 | The Full Bug                        | -                 | 42                 | -          | Diver Down                    |
| 1982 | Where Have All the Good Times Gone! | -                 | 17                 | -          | Diver Down                    |
| 1984 | Jump                                | 1                 | 1                  | 7          | 1984                          |
| 1984 | I’ll Wait                           | 13                | 7                  | 85         | 1984                          |
| 1984 | Panama                              | 13                | 3                  | 61         | 1984                          |
| 1984 | Hot for Teacher                     | 56                | 34                 | 87         | 1984                          |
| 1986 | Best of Both Worlds                 | -                 | 12                 | -          | 5150                          |
| 1986 | Dreams                              | 22                | 6                  | 62         | 5150                          |
| 1986 | Love Walks In                       | 22                | 4                  | -          | 5150                          |
| 1986 | Summer Nights                       | -                 | 33                 | -          | 5150                          |
| 1986 | Why Can’t This Be Love              | 3                 | 1                  | 8          | 5150                          |
| 1988 | When It's Love                      | 5                 | 1                  | 28         | OU812                         |
| 1988 | Black And Blue                      | 34                | 1                  | -          | OU812                         |
| 1988 | Finish What Ya Started              | 13                | 2                  | -          | OU812                         |
| 1988 | Cabo Wabo                           | -                 | 31                 | -          | OU812                         |
| 1989 | Feels So Good                       | 35                | 6                  | 63         | OU812                         |
| 1991 | Poundcake                           | -                 | 1                  | 74         | For Unlawful Carnal Knowledge |
| 1991 | Runaround                           | -                 | 1                  | -          | For Unlawful Carnal Knowledge |
| 1991 | Top of the World                    | 27                | 1                  | 63         | For Unlawful Carnal Knowledge |
| 1992 | The Dream Is Over                   | -                 | 7                  | -          | For Unlawful Carnal Knowledge |
| 1992 | Right Now                           | 55                | 2                  | -          | For Unlawful Carnal Knowledge |
| 1992 | Man On Mission                      | -                 | 21                 | -          | For Unlawful Carnal Knowledge |
| 1993 | Jump (Live)                         | -                 | -                  | 26         | Live: Right Here, Right Now   |
| 1993 | Won’t Get Fooled Again              | -                 | 1                  | -          | Live: Right Here, Right Now   |
| 1995 | Seventh Seal                        | -                 | 36                 | -          | Balance                       |
| 1995 | Don’t Tell Me (What Love Can Do)    | -                 | 1                  | 27         | Balance                       |
| 1995 | I Can’t Stop Loving You             | 30                | 2                  | 33         | Balance                       |
| 1995 | Not Enough                          | 97                | 27                 | -          | Balance                       |
| 1995 | Amsterdam                           | -                 | 9                  | -          | Balance                       |
| 1996 | Humans Being                        | -                 | 1                  | -          | Best of Volume I              |
| 1996 | Me Wise Magic                       | -                 | 1                  | -          | Best of Volume I              |
| 1997 | Can’t Get This Stuff No More        | -                 | 12                 | -          | Best of Volume I              |
| 1998 | Without You                         | -                 | 1                  | -          | Van Halen III                 |
| 1998 | One I Want                          | -                 | 27                 | -          | Van Halen III                 |
| 1998 | Fire in the Hole                    | -                 | 6                  | -          | Van Halen III                 |
| 2004 | It’s About Time                     | -                 | 6                  | -          | The Best of Both Worlds       |
| 2004 | Up For Breakfast                    | -                 | 33                 | -          | The Best of Both Worlds       |